# Jukka Voutilainen
Jukka Voutilainen, född 14 maj 1980 i Kuopio, Finland, är en finländsk före detta ishockeyspelare som vunnit finska mästerskapet en gång och tagit två SM-guld. Han har spelat fler än 270 matcher i Elitserien och fler än 270 matcher i finska FM-ligan. Jukka Voutilainen lämnade HV71 efter säsongen 2011/2012 och har skrivit kontrakt med KalPa i finska FM-ligan. Han spelar nu för Schwenninger Wild Wings i DEL.

## Spelarkarriär
Voutilainen startade sin professionella karriär 2001 när han spelade sju matcher för Jokerit i den högsta finska ligan FM-ligan. Sedan 2002 blev han ordinarie i spelartruppen och säsongen 2004/2005 hade han bäst plus-minus-statistik i ligan (+34). Säsongen efter blev han finländsk mästare med HPK. 2006 skrev han ett tvåårskontrakt med den svenska klubben HV71 i Elitserien och förlängde det med två år i december 2007.

## Meriter
- Månadens spelare i FM-ligan (oktober) 2004
- Matti Keinonen Trophy (bästa plus/minus-statistik) 2005
- Finsk mästare med HPK 2006
- Elitserien bästa plus/minus-statistik 2008
- SM-guld med HV71 2008, 2010
- SM-silver med HV71 2009
- FM-silver med Tappara 2014